# Tatjana Patitz

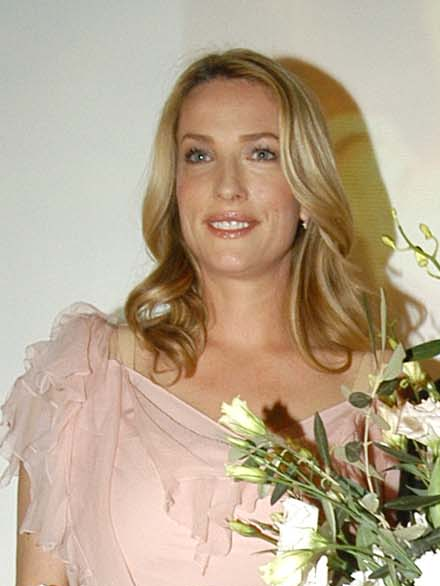
Tatjana Patitz, 2005

Tatjana Patitz (* 25. März 1966 in Hamburg; † 11. Januar 2023 im Großraum Santa Barbara, Kalifornien) war ein deutsches Model. Sie gehörte zur ersten Generation der „Supermodels“ und wurde in den 1990er Jahren weltbekannt.

## Leben
Patitz hatte eine estnische Mutter und einen deutschen Vater. Sie wuchs in Schweden auf. Als Kind war sie leidenschaftliche Reiterin. Nachdem sie im Alter von 17 Jahren von dem Modefotografen Peter Lindbergh entdeckt worden war, nahm sie Anfang der 1980er Jahre an einem Schönheitswettbewerb in Schweden teil und gewann den dritten Platz. Das im Rahmen einer Kampagne für Levi’s-Jeans 1988 entstandene und 1990 erneut auf der Titelseite der britischen Vogue erschienene Bild White Shirts: Six Supermodels, Malibu von Peter Lindbergh brachte ihr den Durchbruch. In den frühen 1990er Jahren zählte sie zu den gefragtesten „Supermodels“ der Welt.
Nach ihrem Umzug von Paris nach Kalifornien nahm sie mehrfach Filmrollen an. 1987 hatte sie in Das Geheimnis meines Erfolges eine kurze Gastrolle. Im Thriller Die Wiege der Sonne (1993) mit Sean Connery nach Michael Crichton hatte sie einen Auftritt als Mordopfer. 1999 spielte sie in dem Actionkrimi Der Todfeind die von der Mafia bedrohte Ehefrau des Protagonisten, eines von Eric Roberts gespielten Anwalts. Im selben Jahr posierte Patitz für die deutsche Ausgabe des Playboy.
Patitz war unter anderem mit den Schauspielern Richard Gere, Johnny Depp, Joshy Peters, Pierce Brosnan und kurzzeitig auch mit dem Popsänger Seal liiert.
Sie heiratete 2003 den amerikanischen Geschäftsmann Jason Johnson, mit dem sie einen Sohn bekam. Bis 2009 lebte sie auf einer Ranch in Malibu in Kalifornien. Nach der Trennung von ihrem Mann lebte sie gemeinsam mit ihrem Sohn im Großraum Santa Barbara.
Patitz starb am 11. Januar 2023 im Alter von 56 Jahren an den Folgen einer Brustkrebserkrankung.

## Filmografie (Auswahl)
- 1987: Das Geheimnis meines Erfolges (The Secret of My Success)
- 1987: Skin Trade (Musikvideo von Duran Duran)
- 1990: Feuer, Eis & Dynamit (Fire, Ice and Dynamite)
- 1990: Freedom! ’90 (Musikvideo von George Michael)
- 1993: Die Wiege der Sonne (Rising Sun)
- 1994: Prêt-à-Porter
- 1995: Die Larry Sanders Show (The Larry Sanders Show; Fernsehserie, Folge Jeannie’s Visit)
- 1996: Ein Single kommt immer allein (The Single Guy; Fernsehserie, Folge Love Train)
- 1999: Der Todfeind (Restraining Order)
- 2000: Lost Angeles – Eine Stadt zwischen Traum und Trauma (Dokumentarfilm)

## Auszeichnung
- 2011: Vienna Fashion Award in der Kategorie Style Icon